# Dekanat kliński
Dekanat kliński – jeden z 48 dekanatów eparchii moskiewskiej obwodowej Rosyjskiego Kościoła Prawosławnego. Obejmuje cerkwie położone w rejonie klińskim obwodu moskiewskiego. Funkcjonuje w nim dziesięć cerkwi parafialnych miejskich, dwadzieścia osiem cerkwi parafialnych wiejskich, kaplica na prawach parafii, dziesięć cerkwi filialnych, dwie cerkwie domowe, cerkiew szpitalna i sześć kaplic.
Funkcję dziekana pełni ks. Jewgienij Malkow.

## Cerkwie w dekanacie[1]
- Cerkiew Trójcy Świętej w Biriewie
- Cerkiew Zaśnięcia Matki Bożej w Bogolepowej Pustyni

Cerkiew Podwyższenia Krzyża Pańskiego w Bogolepowej Pustyni
Kaplica św. Eliasza w Bogolepowej Pustyni
Kaplica Kazańskiej Ikony Matki Bożej w Bogolepowej Pustyni
- Cerkiew Przemienienia Pańskiego w Boroździe

Cerkiew św. Serafina Klińskiego w Boroździe
- Cerkiew Wniebowstąpienia Pańskiego w Borszczewie
- Cerkiew Smoleńskiej Ikony Matki Bożej w Woroninie
- Cerkiew św. Cierpiętnika Carewicza Aleksego w Wysokowsku
- Cerkiew Ikony Matki Bożej „Hodigitria” w Gorodiszczu
- Cerkiew Zaśnięcia Matki Bożej w Diemjanowie

Cerkiew domowa św. Wielkiej Księżnej Elżbiety w Diemjanowie
- Cerkiew św. Dymitra Sołuńskiego w Donchowie-Aksienowie
- Cerkiew Przemienienia Pańskiego w Dorszewie
- Cerkiew Trójcy Świętej w Zacharowie
- Cerkiew Kazańskiej Ikony Matki Bożej w Klenkowie
- Cerkiew Ikony Matki Bożej „Wszystkich Strapionych Radość” w Klinie

Cerkiew Świętych Konstantyna i Heleny w Klinie
Cerkiew św. Barbary w Klinie
Cerkiew domowa św. Jana Fłorowskiego w Klinie
Kaplica Trzech Świętych Hierarchów w Klinie
- Cerkiew św. Tichona w Klinie
- Cerkiew Zaśnięcia Matki Bożej w Klinie
- Sobór Trójcy Świętej w Klinie

Cerkiew Ikony Matki Bożej „Hodigitria” w Klinie
Cerkiew św. Pantelejmona w Klinie
- Cerkiew Zmartwychwstania Pańskiego w Klinie
- Cerkiew św. Barbary w Klinie
- Cerkiew Fiodorowskiej Ikony Matki Bożej w Klinie
- Cerkiew św. Ksenii z Petersburga w Klinie
- Cerkiew św. Serafina Klińskiego w Klinie-9
- Cerkiew św. Filareta Moskiewskiego w Malejewce

Kaplica św. Eliasza w Malejewce
- Cerkiew św. Sergiusza z Radoneża w Misiriewie
- Cerkiew św. Mikołaja w Nikolskim
- Cerkiew Trójcy Świętej w Nowo-Szczapowie
- Cerkiew Przemienienia Pańskiego w Nudole

Cerkiew św. Jerzego w Nudole
Cerkiew św. Jana Chrzciciela w Nudole
Cerkiew Ikony Matki Bożej „Znak” w Nudole
- Cerkiew Świętych Piotra i Pawła w Pawielcewie
- Kaplica św. Pantelejmona w Pierszutinie
- Cerkiew św. Michała Archanioła w Podżygorodowie
- Cerkiew św. Jerzego w Podtieriebowie
- Cerkiew Bogolubowskiej Ikony Matki Bożej w Pokrowce
- Cerkiew św. Serafina Wyrickiego w Rieszetnikowie
- Cerkiew Nowomęczenników i Wyznawców Rosyjskich w Rieszotkinie
- Cerkiew Przemienienia Pańskiego w Sielinskim
- Cerkiew Przemienienia Pańskiego w Spasie-Zaułoku

Cerkiew św. Wielkiej Księżnej Elżbiety w Spasie-Zaułoku
Kaplica św. Eliasza w Spasie-Zaułoku
- Cerkiew św. Aleksego Moskiewskiego w Striegłowie
- Cerkiew Wniebowstąpienia Pańskiego w Tarchowie
- Cerkiew Trójcy Świętej w Troickim
- Cerkiew Zmartwychwstania Pańskiego w Szypulinie

Cerkiew szpitalna św. Łukasza Wojno-Jasienieckiego w Szypulinie
Kaplica św. Eliasza w Szypulinie